# 福斯特鎮區 (阿肯色州蘭道夫縣)
福斯特鎮區（英語：Foster Township）是位於美國阿肯色州蘭道夫縣的一個行政鎮區。

## 地方資料
福斯特鎮區的面積為44.74平方千米，當中陸地面積為44.71平方千米，而水域面積為0.03平方千米。根據2010年美國人口普查的數據，當地共有人口665人，而人口密度為每平方千米14.86人。